# マクネイア (小惑星)
マクネイア (3354 McNair) は、小惑星帯にある小惑星であり、1984年にローウェル天文台のエドワード・ボーエルによって発見された。ベスタ族と同じような軌道を回っているものの、スペクトルが違うためベスタ族ではないと思われる。
1986年1月28日にチャレンジャー号爆発事故で死亡したSTS-51-Lのミッション・スペシャリスト、ロナルド・マクネイアに因んで命名された。